# George Tooker
George Clair Tooker, Jr. (5 de agosto de 1920 - 27 de março 2011) foi um pintor norte-americano, cujas obras estão associados com os movimentos do realismo mágico e do realismo social. Ele foi um dos nove beneficiários da Medalha Nacional das Artes em 2007. Seus temas são retratados naturalmente como em uma fotografia, mas as imagens usam tons planos, uma perspectiva ambígua e justaposições alarmantes para sugerir uma realidade imaginada ou sonhada. Ele não concordou com a associação de seu trabalho com o realismo mágico ou o surrealismo, como ele disse: "Eu tenho depois de pintar a realidade impressionada na mente com tanta força que retorna como um sonho, mas não estou depois de pintar sonhos como tal, ou fantasia." Em 1968, foi eleito para a Academia Nacional de Design e foi membro da Academia Americana de Artes e Letras. Tooker foi um dos nove receptores da Medalha Nacional de Artes em 2007.

## Infância e juventude
George Tooker nasceu em 5 de agosto de 1920, no Brooklyn, onde passou os seis primeiros anos de sua vida. Ele foi criado por sua mãe, Angela Montejo Roura, que era de descendência inglesa, alemã e espanhola-cubana e seu pai, George Clair Tooker, que era de origem inglesa e francesa. Sua educação religiosa foi na Igreja Episcopal. Durante a Grande Depressão, a família residiu em Bellport, Nova York. Ele teve uma irmã, Mary Tooker Graham.
Ele teve aulas de arte quando criança e passou grande parte de sua vida adulta no Fogg Art Museum. Também frequentou a Phillips Academy em Andover, Massachusetts e se formou na Universidade de Harvard com um diploma de inglês em 1942. Se alistou na Escola de Candidatos a Oficiais (Corpo de Fuzileiros Navais dos Estados Unidos), mas foi dispensado por razões médicas.

## Carreira

### Influências
Tooker passou o final da década de 1940 e início da década de 1950 no Brooklyn. Ele estudou na Art Students League de Nova York. Kenneth Hayes Miller influenciou o trabalho de Tooker, incentivando a ênfase na forma ao invés da emoção expressiva para transmitir o significado de uma pintura. Tooker considerou Harry Sternberg um bom professor também devido a suas perguntas desafiadoras e pontuais. Ao ler a Prática de Pintura Tempera de Daniel V. Thompson, Tooker começou a pintar no método tradicional de pintura do Renascimento. Tooker apreciou sua maneira lenta de fazer arte. 
Tooker reconheceu a necessidade de outra arte apoiar seu processo de desenvolvimento. Ele passou muito tempo livre lendo livros de pintura e escultura, estudando as obras da antiguidade até a arte do século XX em um esforço para aumentar sua visão artística. Ele estava particularmente interessado em escultura clássica, pintura e escultura flamenga, pintura e escultura do Renascimento italiano, pintura holandesa da Era de Ouro, arte francesa do século XVII, arte de Neue Sachlichkeit e arte mexicana das décadas de 1920 e 1930. Alguns indivíduos que influenciaram o Tooker incluem artistas italianos como Paolo Uccello e Piero della Francesca. Os artistas americanos Jared French, Edward Hopper, Paul Cadmus, Honoré Desmond Sharrer e Henry Koerner também fazem parte dessa lista.
No início de sua carreira, o trabalho de Tooker foi comparado com pintores como Andrew Wyeth, Edward Hopper e seus amigos próximos Jared French e Paul Cadmus.

### Carreira artística
Suas pinturas mais conhecidas apresentam um forte viés social, que muitas vezes são caracterizadas por críticas públicas ou políticas. Alguns desses incluem: The Subway (1950), Government Bureau (1955-1956), The Waiting Room (1956-1957),  Almoço (1964), Teller (1967), Waiting Room II (1982) , Decision Corporativa (1983) e Terminal (1986). Essas obras são particularmente influentes, porque retratam experiências universais da vida urbana moderna. Muitos retratam representações literalmente literais de retirada social e isolamento. De muitas maneiras, essas imagens revelam o lado negativo do assunto celebrado no impressionismo. O anonimato da modernidade, a produção em massa e o ritmo acelerado são lançados sob uma luz implacável, sombria e sem sombra que transmite uma sensação de presságio e isolamento. O uso de muitas linhas retas fortes culmina em uma arquitetura retilínea opressivamente ordenada. Esta arquitetura geométrica precisa os domina fisicamente. Tooker viu a sociedade moderna como se comportando da mesma maneira. A vida moderna torna-se uma prisão de ritual sem alma desprovida de individualidade em Paisagem com Figuras (1966). O espaço é muitas vezes comprimido, como em Ward (1970-1971), com camas de pacientes alinhadas de cabeça a pé com muito pouco espaço para caminhar, de modo que a humanidade é confinada a grades estritamente organizadas. Essas imagens transmitem uma sensação de silêncio esmagador na falta de controle que cada personagem retratado tem sobre a situação. As pessoas que Tooker retratam são raramente superadas pela emoção, nunca se afundam e raramente transmitem individualidade. Em vez disso, eles embarcam em roupas pesadas e uniformes e parecem agir não com base na vontade individual, mas com base no condicionamento social. No Supermercado (1973),  compradores indescritíveis são cercados por consumíveis bem embalados, tão facilmente replicados como as próprias pessoas.
Enquanto a arte "pública" de Tooker é hostil e solene, suas imagens "privadas" são muitas vezes mais íntimas e positivas. Algumas dessas incluem as dez imagens da série Windows (1955-1987), Doors (1953), Guitar (1957), Toilette (1962) e a série Mirror (1962-1971). Muitas dessas imagens justapõem a beleza e feiura, juventude e velhice, na análise do corpo feminino. O espaço é muitas vezes comprimido por uma cortina ou parede próxima, para que o espectador seja confrontado com a identidade simbólica do protagonista. As lanternas de papel também são um aspecto comum nas obras "privadas" da Tooker, muitas vezes sendo compartilhadas entre indivíduos. Veja Garden Party (1952), Summer House (1958) e Lanterns (1986). O estilo de Tooker é notoriamente reconhecível. Muitas vezes os personagens se assemelham a esqueletos e parecem congelados no tempo e no espaço, embora certamente não sejam planos. Veja Divers (1952) ou Acrobats (1950-1952). Mesmo que as pessoas representadas nessas imagens sejam mais individualizadas se compararmos com as peças "públicas", as pessoas em uma única imagem são muitas vezes descritas como variações do mesmo rosto, com cores de cabelo semelhantes e características físicas que unem e destacam pontos comuns.
Mesmo essas imagens "privadas" tem um viés social. Voices I (1963) retrata dois homens, fisicamente idênticos, separados por uma porta fina ainda incapaz de se comunicar. Ele estava profundamente preocupado com a aparente falta de compreensão e comunicação dentro da sociedade americana. Enquanto as expressões faciais das figuras de Tooker raramente são particularmente emocionais, essas imagens trazem tons emocionais intensos, através dos gestos, simbolismos e iluminação. Veja Door (1969-70), Man in the Box (1967) e Night I (1963).
Ele também criou obras religiosas. Sua peça de sete painéis elaboradamente pintada The Seven Sacraments está localizada em sua igreja local em Windsor, Vermont. Ceia (1963) retrata um homem negro que reza por uma fatia de pão na frente de dois homens brancos, facilmente reconhecível como uma atualização moderna na última ceia. Girl Praying (1977), Orant (1977), Lovers (1982), e Embrace II (1984) são edificantes em seu retrato de conexão espiritual genuína. A justaposição das emoções nessas quatro imagens sugere a gravidade da espiritualidade e do amor para o Tooker.
A primeira exposição de Tooker foi "Fourteen Americans" no Museu de Arte Moderna em 1946. Em 1974, o Museu de Belas Artes de São Francisco organizou uma retrospectiva chamada "George Tooker: Paintings, 1947-1973". Em 1989, a Marsh Gallery da Universidade de Richmond realizou uma exposição dedicada ao Tooker. A Galeria Addison de Arte Americana, o Museu da Academia Nacional, a Academia de Belas Artes de Pensilvânia, o Museu de Arte de Colombo e o Museu de Arte Americana Whitney realizaram exposições dedicadas a George Tooker também. A Galeria DC Moore representa o seu Estado. 
Thomas H. Garver, que escreveu uma monografia sobre as obras de George Tooker, diz: "Estas são imagens poderosas que permanecerão na consciência pública. Todos podem dizer:" Sim, estive nessa situação sem rosto ", mesmo que seja apenas em uma fila esperando para solicitar uma carteira de motorista ". Suas obras são particularmente impactantes porque são tão simples e se relacionam com as experiências do dia a dia, de tal forma que o espectador é forçado a se tornar mais crítico em relação à sua existência.

### Estilo Artístico
No final da década de 1940 e 1950, o trabalho de Tooker foi amplamente apreciado, mas perdeu espaço quando o expressionismo abstrato ganhou popularidade. Por várias décadas, Tooker pintou com pouco reconhecimento, realizando de uma a três pinturas a cada ano. Na década de 1980, ele foi redescoberto e celebrado como um dos mais exclusivos e misteriosos pintores americanos do século XX.
Sua teoria artística é evidente na citação: "Eu realmente não acho que sou criador. Sinto que sou uma embarcação passiva, um receptor ou um tradutor ... O fascinante da pintura é a descoberta". Ele metodicamente misturou suas cores à mão, usando água, gema de ovo e pigmento em pó. Cada pintura não só foi executada meticulosamente, mas profundamente e intelectualmente considerada. Têmpera é um método de pintura que é rápido e tedioso, que é difícil de mudar depois de ser aplicado, e esse método deliberado serviu a disposição de Tooker e a sua teoria artística. Tooker passou quatro a seis horas intensamente focado todos os dias, seis dias por semana, por cerca de quatro meses ajustando cada peça, aumentando lenta e deliberadamente a cor e a dimensão.
Enquanto os temas de suas obras são simples, o impacto geral de cada uma é ambíguo e enigmático. Suas obras muitas vezes revelam situações estranhas em uma sociedade mecânica, distanciadora e hostil. Essas cenas são cobertas com subtítulos míticos, capturando poeticamente sensações de medo e desconforto. Os indivíduos representados são generalizados e desprovidos de detalhes, com rostos semelhantes à máscaras. Eles muitas vezes misturam características sexuais e raciais, então aparecem mais símbolos de seres humanos do que indivíduos humanos reais e únicos. Parecem oprimidos pelo ambiente e pela roupa, incapaz de assumir o controle de sua existência.
Os temas em que se concentra seus trabalhos incluem amor, morte, sexo, sofrimento, envelhecimento, alienação e fé religiosa. Ele dedicou inúmeras pinturas a um único tema, investigando muitas variações possíveis para expressar plenamente as idéias complexas transmitidas. Tooker cresceu em uma família influente, e seu trabalho reflete seu privilégio e sua empatia para àqueles com menos recursos.

## Vida Pessoal
Em 1960, Tooker e seu colega, o pintor William Christopher (4 de março de 1924 - 5 de dezembro de 1973), mudaram-se para uma casa que construíram em Hartland, Vermont. Ele esteve envolvido no Movimento dos Direitos Civis e participou de uma das marchas de Selma para Montgomery em 1965. Ele lecionou na Art Students League de Nova York de 1965 a 1968. Ele passou seus invernos em Málaga, Espanha. Poucos anos depois da morte de Christopher, Tooker se converteu ao catolicismo. Sua fé era muito importante para o pontor, pois ele estava muito envolvido com a igreja local.

Tooker morreu aos 90 anos em sua casa em Hartland, Vermont devido a insuficiência renal.